# Gruppe Bühne Lager Westerbork

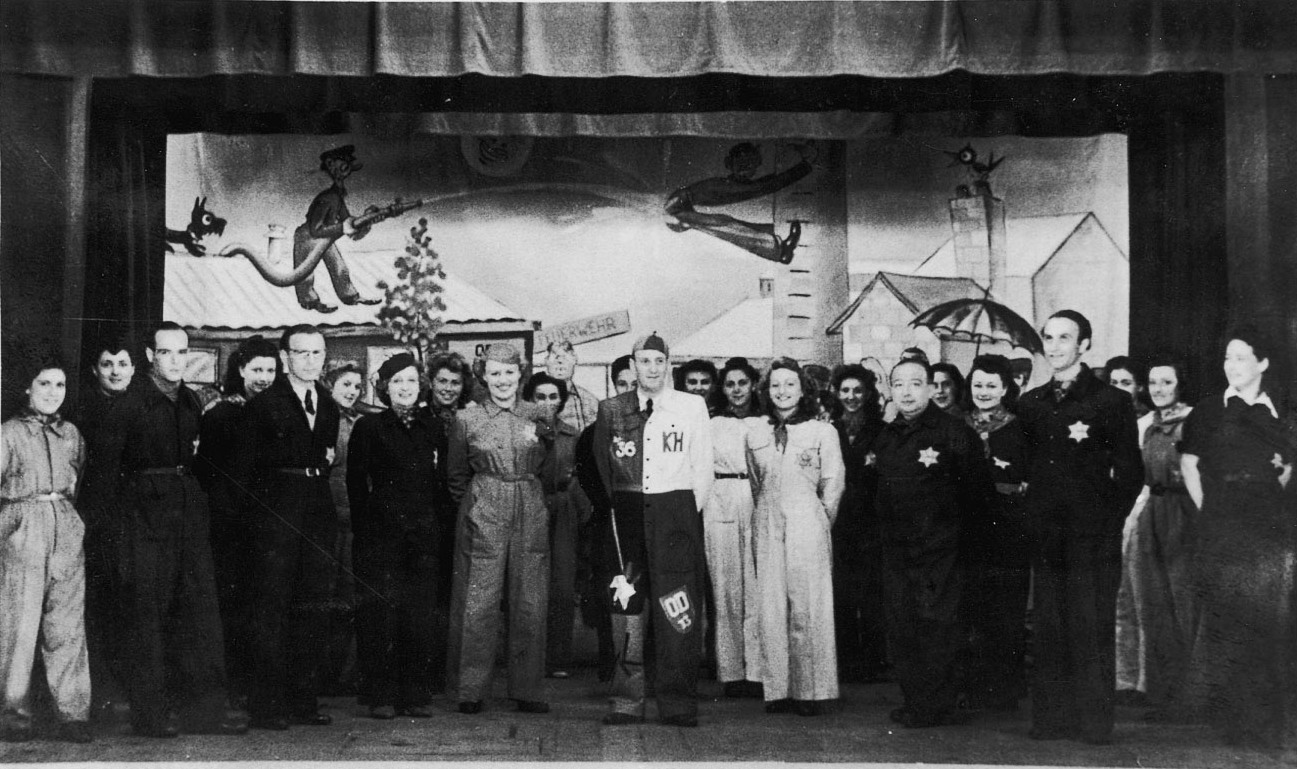
De toneelgroep op het podium in de Grote Zaal

De Gruppe Bühne Lager Westerbork was een theatergezelschap tussen 1942 en 1944 van cabaret-artiesten die gevangen zaten in Kamp Westerbork. Doordat vrijwel de gehele Joodse Nederlandse bevolking en Duitse vluchtelingen via dit kamp gedeporteerd werden kon het gezelschap beschikken over prominente artiesten die zo hun deportatie naar vernietigingskampen een tijd konden ontlopen. Bekende artiesten waren Willy Rosen, Max Ehrlich en Erich Ziegler. Ook Camilla Spira, Esther Philipse, Otto Aurich, Mara Rosen, Liesl Frank, Louis de Wijze, Jetty Cantor en Catharina Brücker namen deel. Leo Kok maakte de affiches en het decor.
De voorstellingen waren in het Duits en werden bezocht door zowel kampleiding als de kampingezetenen. 3 augustus 1944 werden voorstellingen verboden en werd het theatergezelschap gedeporteerd en grotendeels vermoord.

## Premieres
- Humor und Melodie - 4 september 1943
- Bravo! Da Capo! - 16 oktober 1943
- Total Verrückt! - juni 1944

## Liedjes
In 2001 zijn 10 liedjes op opgenomen door Louis de Wijze en uitgebracht onder de titel Auf der Heide nur kann ich glücklich sein.